# Mairist
Mairist ist eine Ortschaft in der Gemeinde Sankt Veit an der Glan im Bezirk Sankt Veit an der Glan in Kärnten, in Österreich. Die Ortschaft hat 24 Einwohner (Stand 1. Jänner 2024). Sie liegt auf dem Gebiet der Katastralgemeinde Sankt Donat.

## Lage

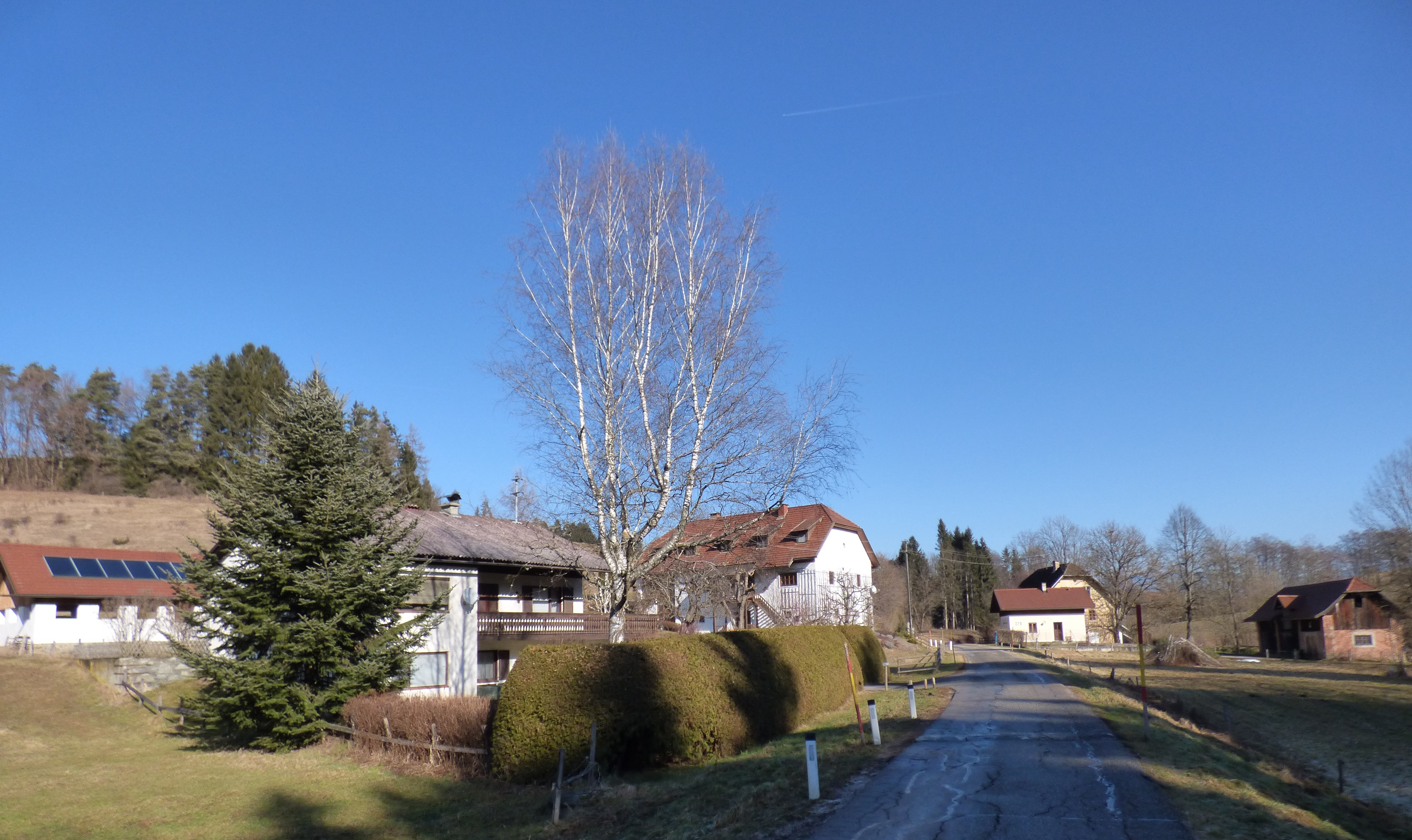
Siedlung Strolz. links der Straße Haus Nr. 14, 7, 7a. rechts Haus Nr. 12.

Die Ortschaft liegt im Süden des Bezirks Sankt Veit an der Glan, südöstlich der Bezirkshauptstadt Sankt Veit an der Glan. Den Kernbereich des Orts bilden einige Höfe nördlich des Magdalensbergs nahe der Krappfeld Straße (Landesstraße L83), zwischen St. Donat und Hochosterwitz. Außerdem gehören ein paar Häuser zur Ortschaft Mairist, die weiter nördlich im Tal des Ziegelbachs liegen und heute nur mehr von den Orten Untermühlbach oder Podeblach aus erreichbar sind; diese kleine Siedlung trägt den Namen Strolz.
Unmittelbar neben der Ortschaft liegt der Flugplatz St. Donat-Mairist.

## Geschichte
In der Steuergemeinde Sankt Donat liegend, gehörte der Ort in der ersten Hälfte des 19. Jahrhunderts zum Steuerbezirk Osterwitz. Bei Bildung der Ortsgemeinden im Zuge der Reformen nach der Revolution 1848/49 kam Mairist an die Gemeinde St. Georgen am Längsee, 1895 an die damals neu gegründete Gemeinde St. Donat. 1958 kam Mairist an die Gemeinde Sankt Veit an der Glan.

## Bevölkerungsentwicklung
Für die Ortschaft ermittelte man folgende Einwohnerzahlen:
- 1869: 12 Häuser, 91 Einwohner[3]
- 1880: 12 Häuser, 80 Einwohner[4]
- 1890: 13 Häuser, 90 Einwohner; davon 3 Häuser mit 14 Einwohnern im Bereich Strolz[5]
- 1900: 10 Häuser, 77 Einwohner[6]
- 1910: 10 Häuser, 70 Einwohner[7]
- 1923: 9 Häuser, 74 Einwohner[8]
- 1934: 70 Einwohner[9]
- 1961: 8 Häuser, 46 Einwohner[10]
- 2001: 9 Gebäude (davon 7 mit Hauptwohnsitz) mit 8 Wohnungen; 30 Einwohner und 1 Nebenwohnsitzfall; 9 Haushalte; 2 Arbeitsstätten, 5 land- und forstwirtschaftliche Betriebe[11]
- 2011: 8 Gebäude, 23 Einwohner, 8 Haushalte, 2 Arbeitsstätten[12]
- 2021: 9 Gebäude, 22 Einwohner, 8 Haushalte, 2 Arbeitsstätten[13]

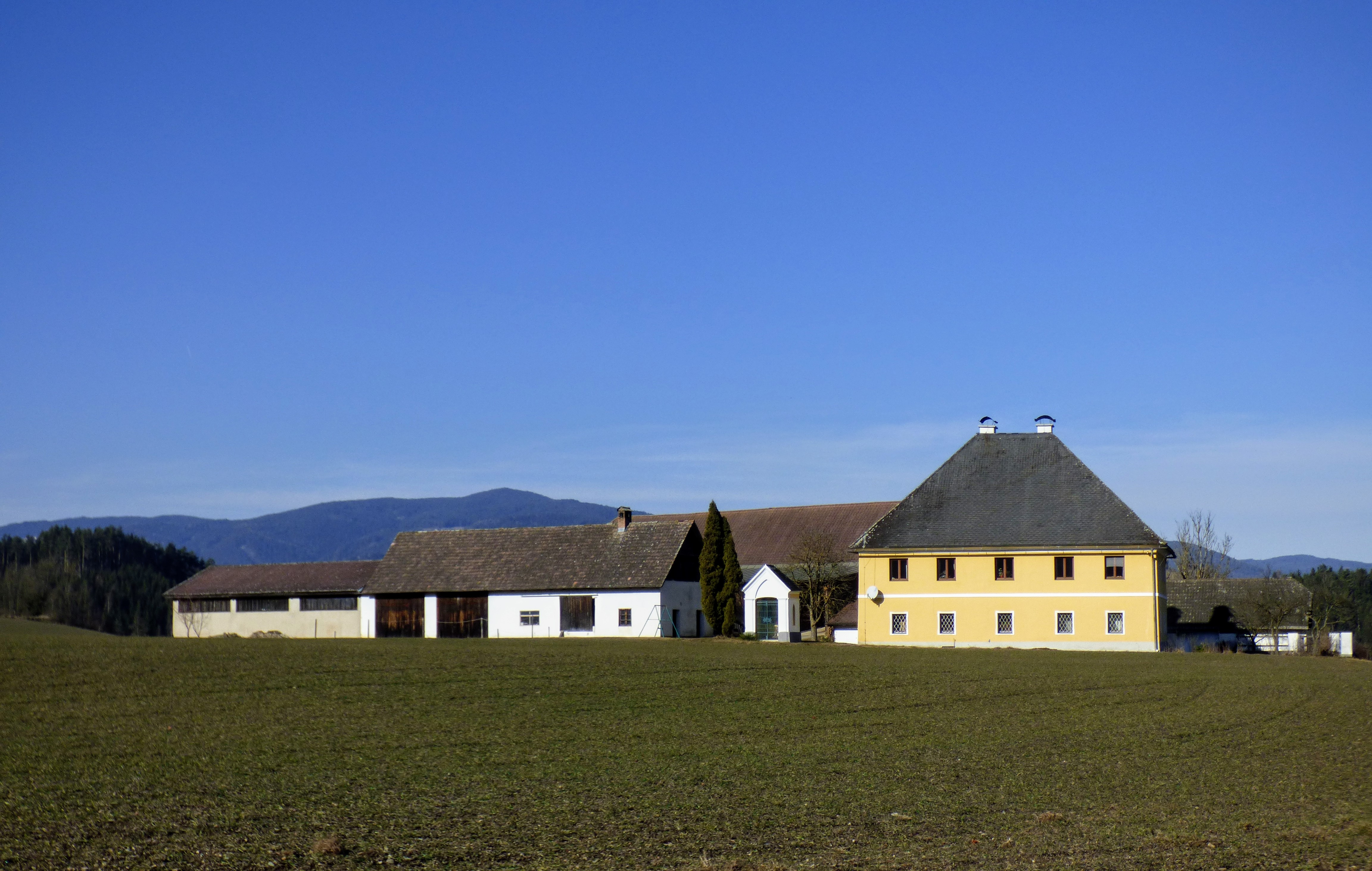
Mairist. Haus Nr. 6.
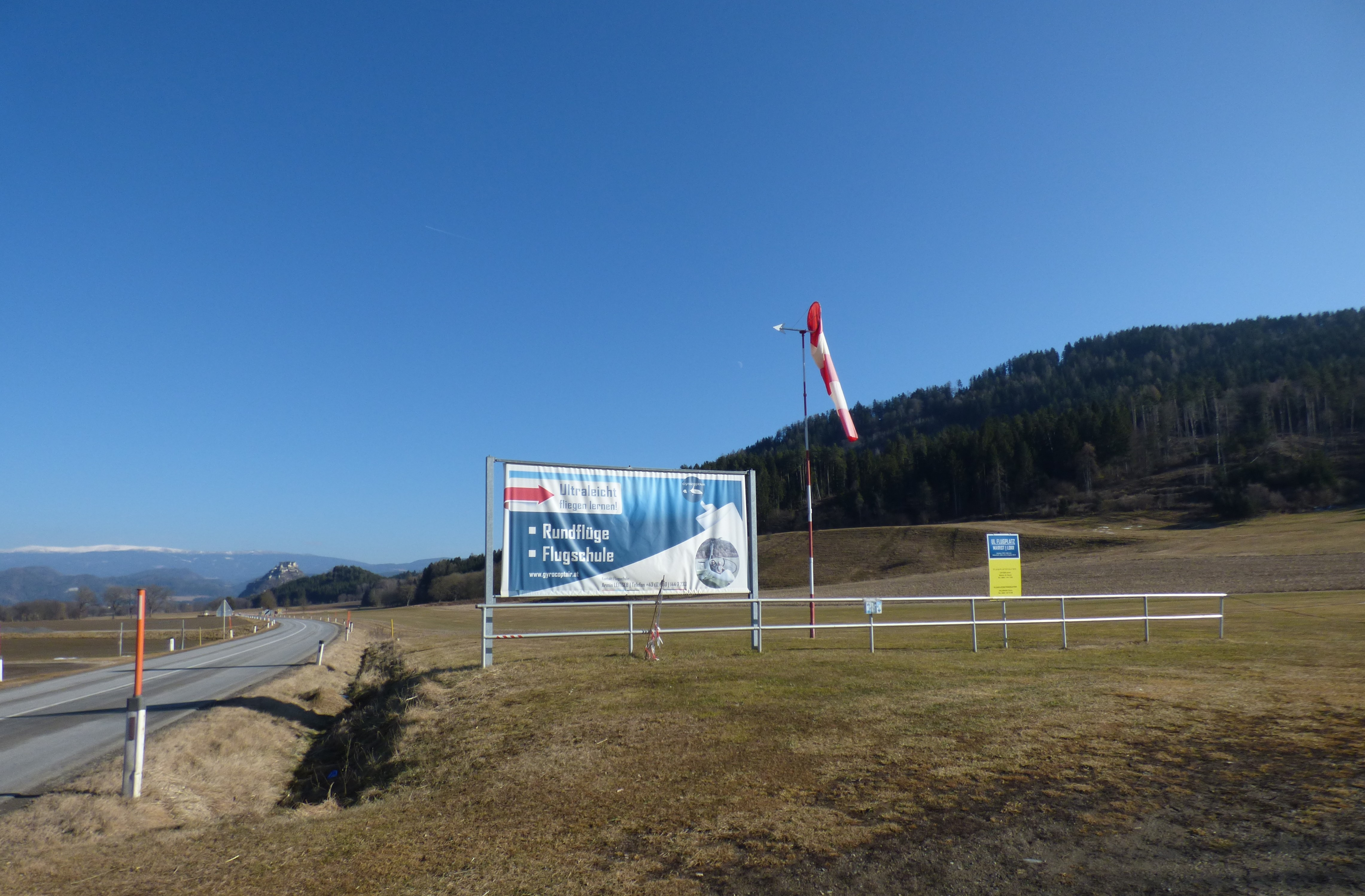
Flugfeld Mairist
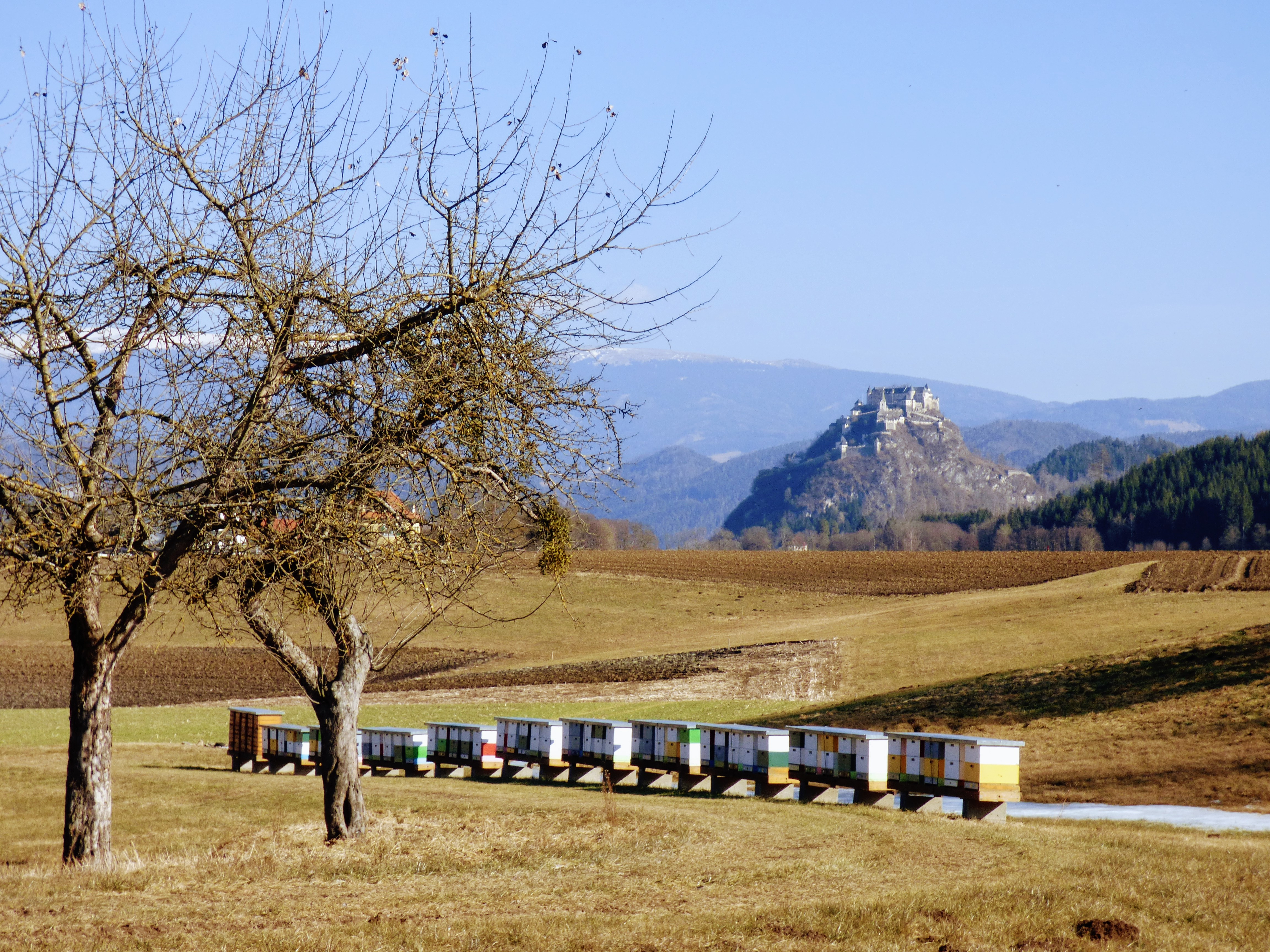
Bienenstöcke bei Mairist
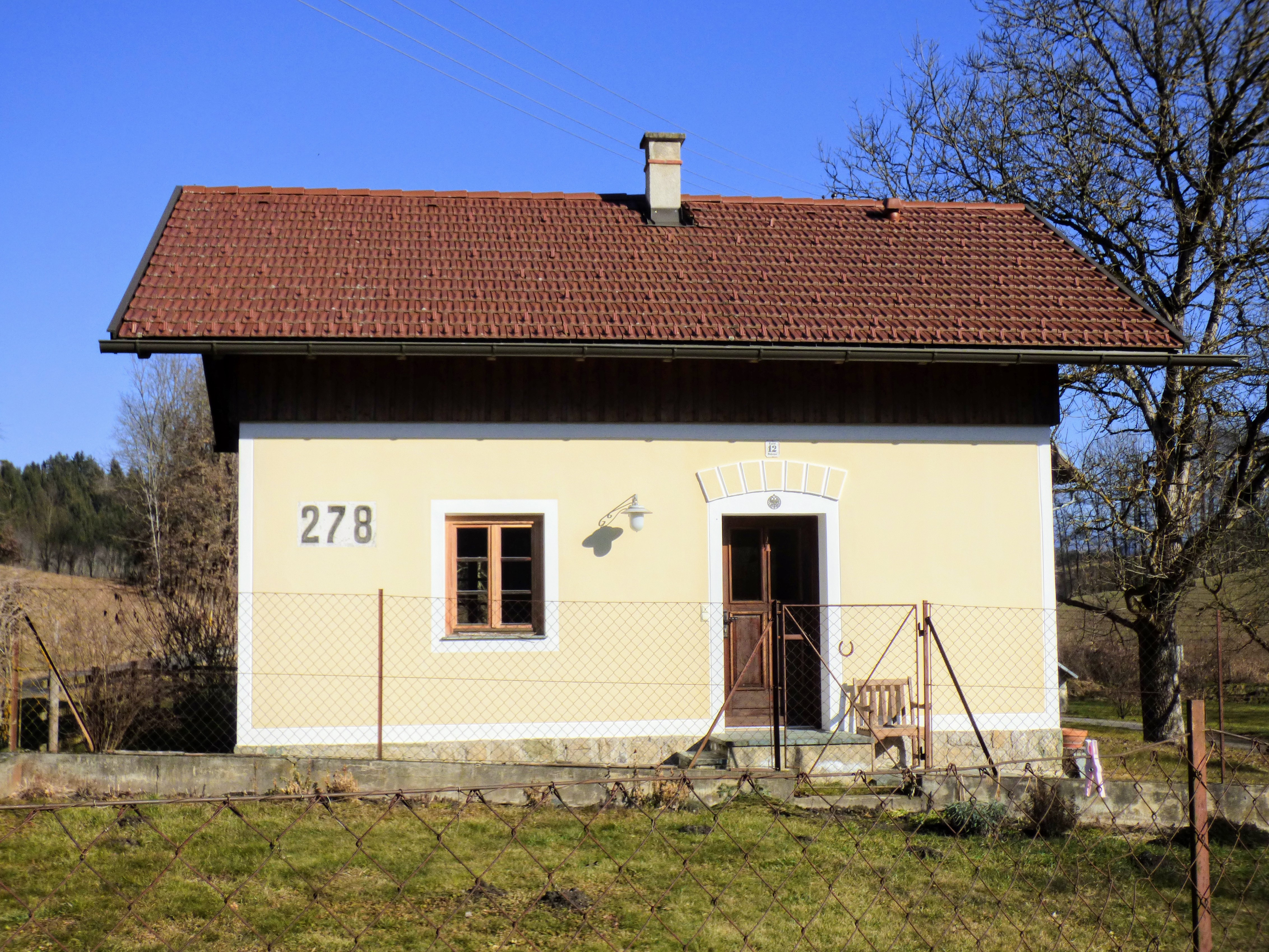
Ehemaliges Bahnwärterhäuschen, Strolz